# Przełęcz pod Tułem
Przełęcz pod Tułem (536 m) – przełęcz w Beskidzie Śląskim w Paśmie Stożka i Czantorii, pomiędzy szczytami Tułu (621 m) i Małej Czantorii (866 m).
Przełęcz znajduje się w granicach wsi Leszna Górna w gminie Goleszów w powiecie cieszyńskim, w województwie śląskim. Jej rejon jest bezleśny, zajęty przez pola tej wsi. Stok północno-wschodni opada do potoku Cisówka, południowo-zachodni do potoku Leśnica.

## Szlaki turystyczne
Goleszów – dawne schronisko „Pod Tułem” – Przełęcz pod Tułem – schronisko na Czantorii(CZ) – Czantoria Wielka.